# シッポゴケ目
シッポゴケ目（Dicranales）は、蘚類の目。世界に13科ほどが知られている。

## 分類
シラガゴケ類やシッポゴケなどが所属する分類群。伝統的な分類では、マゴケ亜綱に入れられていたが、分子系統学的研究による分類ではシッポゴケ亜綱に改められた。また、エビゴケモドキ科やカタフチゴケ科は、伝統的分類ではマゴケ目（ホンマゴケ目）とされていたが、シッポゴケ目に含まれるとされた。

## 主な科
- Bruchiaceae - 2属
- Calymperaceae
- シッポゴケ科 Dicranaceae - 21属。シッポゴケ、ナミシッポゴケ、カモジゴケなど。
- Ditrichaceae
- Erpodiaceae
- エビゴケモドキ科 Eustichiaceae - 1属。マゴケ目から移動。
- ホウオウゴケ科 Fissidentaceae - 1属。単独のホウオウゴケ目とされることもある。
- Hypodontiaceae
- シラガゴケ科 Leucobryaceae - 5属
- Rabdoweisiaceae - 1属
- Rhachitheciaceae
- ヒカリゴケ科 Schistostegaceae - 1属
- エツキカゲロウゴケ科 Viridivelleraceae - 1属